# طيران بيرو الرحلة 603
2 أكتوبر 1996:تحطمت طائرة بوينغ 757-300 تابعة لطيران بيرو الرحلة رقم 603 في المحيط الهادي وكان علي متنها 61 راكبا و9 من أفراد الطاقم جنسيتهم من الأمريكين والأسبانين والأيطالين والبيروفيين والمكسيكين والبريطانيين والنيوزلندنيين وكانت متجهة من ليما إلى سان دييغو ومات جميع الركاب والطاقم البالغ عددهم 70 شخصا بعد نصف ساعة من بداية الأقلاع ومتاعبها وكان أسوء حادث طيران في بيرو والعالم قبل حادث رحلة الخطوط الجوية الأثيوبية رقم 671 وكان سبب الحادث لرحلة طيران بيرو هو قطعة من شريط لاصق تركت بطريق الخطأ خلال منفذ ثابت (على الجانب السفلي من جسم الطائرة) بعد تنظيف الطائرة.

## معلومات الرحلة
التاريخ:2 أكتوبر 1996
نوع الحادث:قطعة من شريط لاصق تركت بطريق الخطأ خلال منفذ ثابت (على الجانب السفلي من جسم الطائرة) بعد تنظيف الطائرة
الموقع:المحيط الهادي,بيرو
الركاب:61
الطاقم:9
الجرحي:0
الوفيات:70(جميعهم)
الناجون:0
النوع:بوينغ 757-300
المالك:خطوط بيرو الجوية(لاحقا طيران بيرو)
بداية الرحلة:مطار تشيمي ليما الدولي,ليما,جمهورية البيرو
الوجهة:مطار سان دييغو,سان دييغو,الولايات المتحدة